# HMS Sultan (1807)
HMS Sultan (Корабль Его Величества «Султан») — 74-пушечный линейный корабль
третьего ранга. Третий корабль Королевского 
флота, названный HMS Sultan. Седьмой линейный корабль типа Fame. Относился к так 
называемым «обычным 74-пушечным кораблям», нёс на верхней орудийной палубе 18-фунтовые пушки. Заложен в декабре 1805 года. Спущен на воду 19 сентября 1807 года на частной верфи Дудмана в Дептфорде. Принял участие во многих морских сражениях периода Наполеоновских войн.

## Служба
В октябре 1809 года Sultan (капитан Эдвард Гриффит) был частью эскадры контр-адмирала Джорджа Мартина, которая находилась у 
берегов Каталонии и была отправлена на перехват небольшой французской эскадры контр-адмирала Франсуа Бодена, идущей из Тулона. Утром 23 октября HMS Volontaire обнаружил французскую эскадру и британцы устремились в погоню, но потеряли её из вида. HMS Tigre обнаружил Robuste, Borée, Lion и Paulineу на рассвете 24 октября, но флоты снова потеряли друг друга. Контакт был вновь установлен утром 25 октября, и погоня возобновилась. Пытаясь уйти от преследования Robuste и Lion сели на мель возле Фронтиньяна. После двух часов бесплодных попыток спасти корабли, Боден приказал их затопить. Они были подожжены и вскоре взорвались в 22:30.
18 июля 1811 года Sultan присоединился к блокаде Тулона, войдя в состав блокирующего британского флота под командованием адмирала сэра Эдварда Пеллью. Блокада, продолжавшаяся больше года, проходила без каких-либо заметных событий. Хотя французский командующий имел в своем распоряжении мощный флот, он избегал любого контакта с блокирующим 
флотом и либо остался в порту, либо делал очень короткие рейсы, возвращаясь в гавань, как только появлялись британские 
корабли.
4 декабря 1811 года судовые шлюпки с Sultan под командованием лейтенантов Андерсона и Вудкока атаковали два торговых судна 
стоящих на якоре в гавани Бастии. Одним из них был 8-пушечный сетти с экипажем из 31 человека, вторым 6-пушечный бриг, с экипажем из 53 человек. Несмотря на сопротивление французов оба судна были захвачены. Британцы потеряли при этом 4 человека ранеными, у французов один человек был убит и еще несколько получили ранения.
В конце 1815 Sultan был выведен из состава флота и переведен в резерв в Портсмуте. Он находился в резерве до 1860 года, когда было принято решение переоборудовать судно в принимающий корабль. Он оставался в этой роли до 1864 года, когда корабль был отправлен на слом и разобран.